# Тускакуэско
Тускакуэско (исп. Tuxcacuesco) — небольшой городок в Мексике, в штате Халиско, входит в состав одноименного муниципалитета и является его административным центром. Численность населения, по данным переписи 2020 года, составила 1674 человека.

## Общие сведения
Название Tuxcacuesco с языка науатль трактуют по-разному:  место хранения зерна в овраге, тайное место или птица на камне.
В 1524 году регион был покорён конкистадорами во главе с Франсиско Кортесом, они вытеснили аборигенов из этой местности, основав опорный пункт, вскоре получивший статус посёлка во главе с Антонио де Асельгой.
В XVI веке были построены церковь и монастырь Святого Антония Падуанского.
В конце XVI века Тускакуэско стал одной из столиц провинции Амула, куда индейцы приходили платить дань.
27 марта 1824 года Тускакуэско получил статус вильи.
Тускакуэско расположен в 180 км к юго-западу от столицы штата, города Гвадалахара, на региональной автодороге 429.

## Население
| Год  | Численность | Численность |
| ---- | ----------- | ----------- |
| 2000 | 1447        | [ 7 ]       |
| 2010 | 1538        | [ 8 ]       |
| 2020 | 1674        | [ 9 ]       |

## Галерея

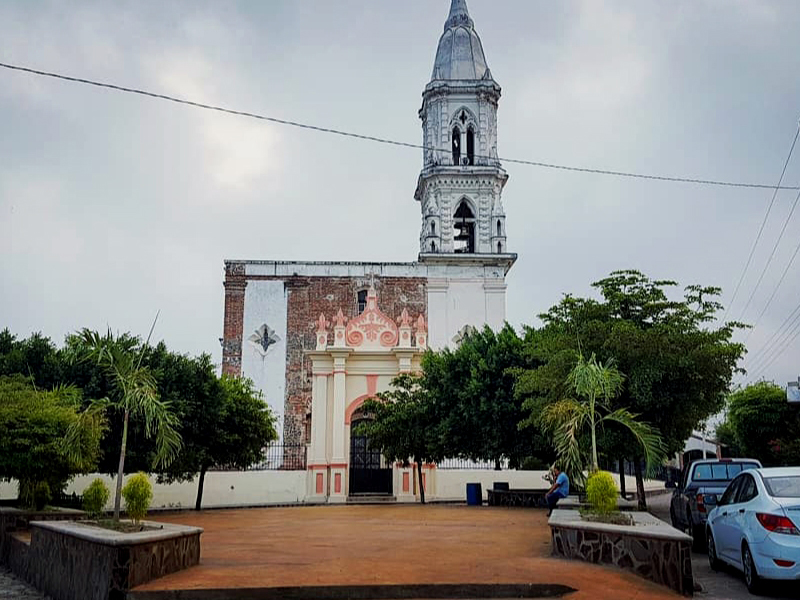
Церковь Антония Падуанского
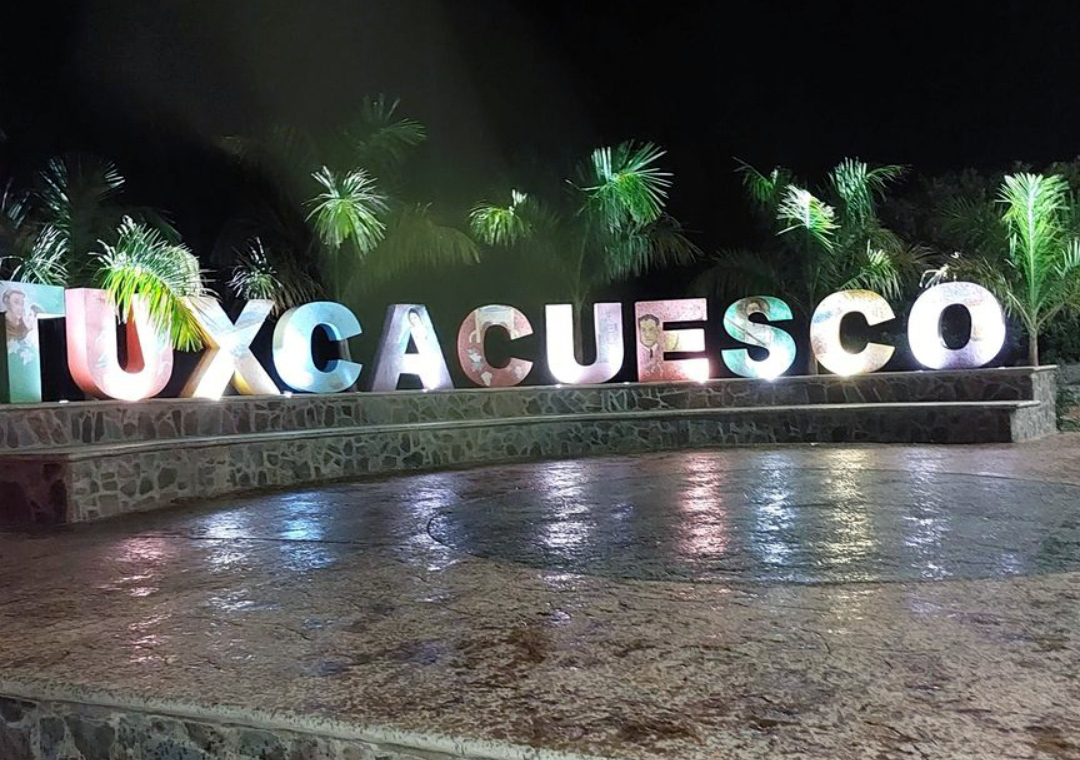
Стела с названием
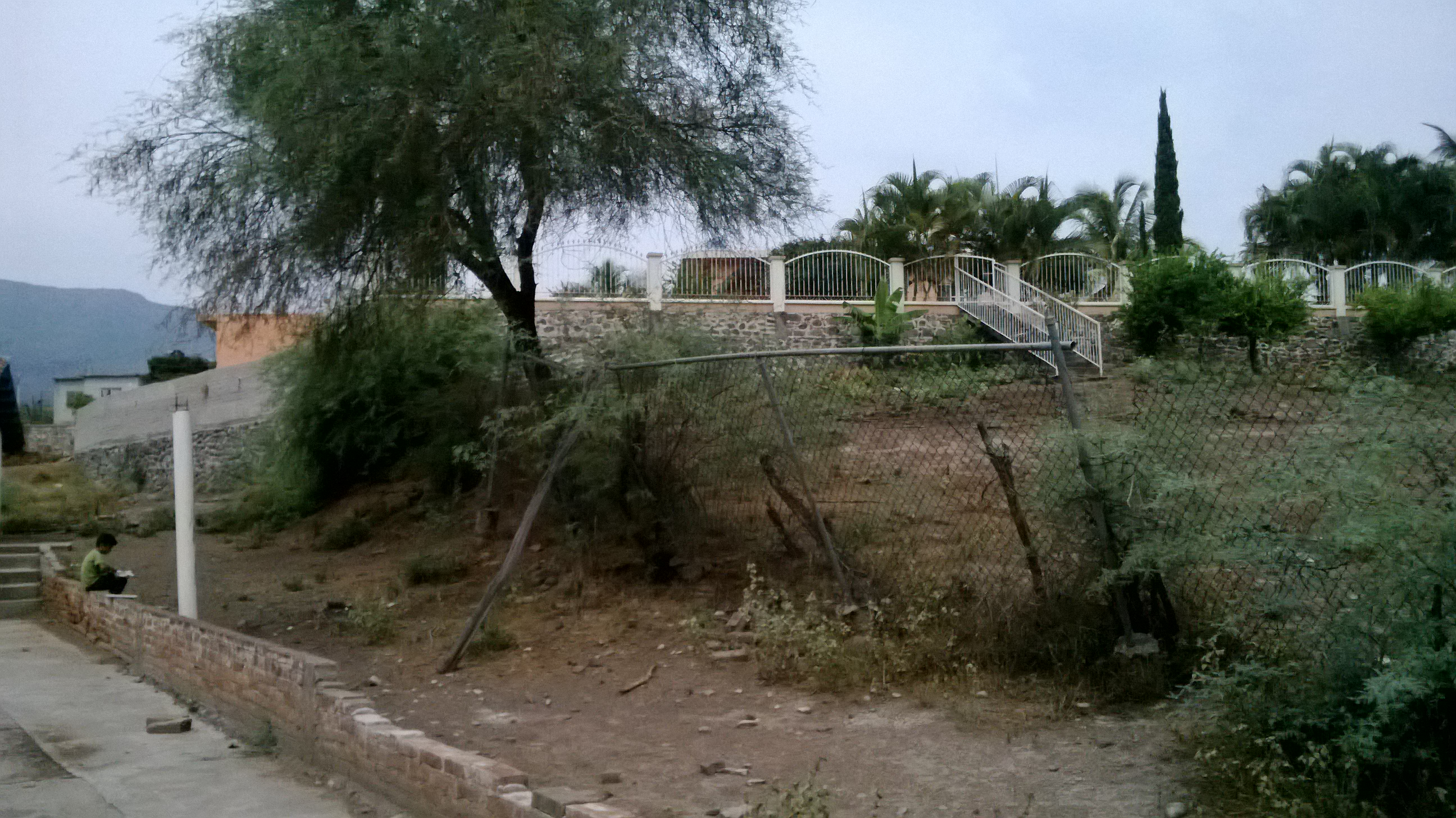
Школьный двор